# Denver, Kolorado
Denver je glavno in največje mesto zvezne države Kolorado v ZDA. Mesto Denver je hkrati okrožje. Leži ob reki South Platte na visoki preriji ob vzhodnem robu Skalnega gorovja; središče mesta je od njegovega vznožja oddaljeno približno 25 km. Uradna nadmorska višina mesta je točno eno miljo, tj. 1.609 m, zaradi česar je dobilo vzdevek Mesto miljo nad morjem (Mile-High City). Mesto leži na 105. poldnevniku, ki je izhodiščna točka gorskega časovnega pasu.
Denver je s 598.707 prebivalci 26. največje ameriško mesto in drugo največje na goratem zahodu ZDA (za Phoenixom). Celotna velemestna regija šteje 2.506.626 prebivalcev, s čimer se uvršča na 21. mesto med ameriškimi velemesti.